# 太姥山

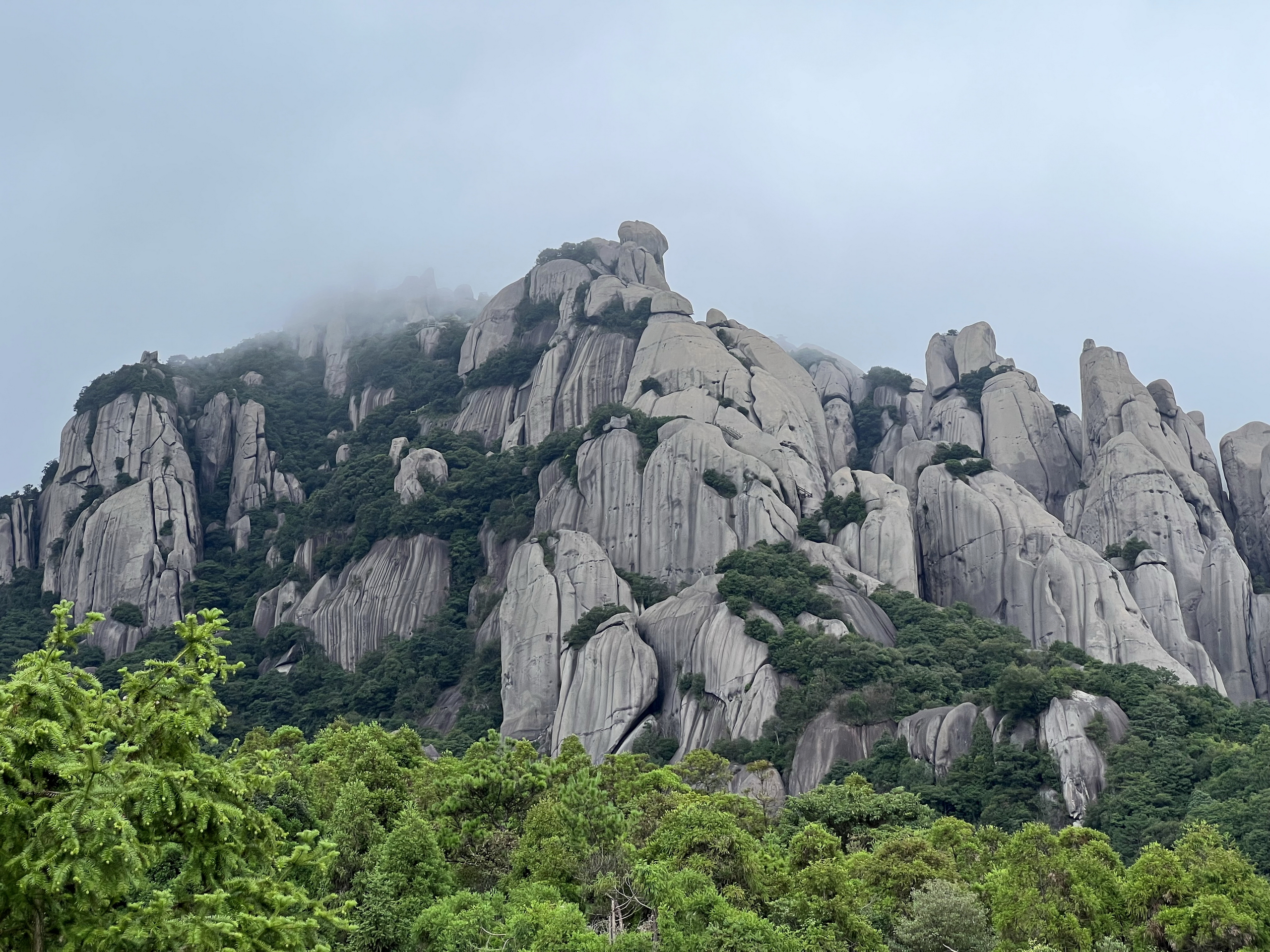
太姥山

太姥山位于中国福建省福鼎市境内，北距温州市150公里，南至福州市250公里，背山面海，是閩越、百越地區古老神祇太姥娘娘（又稱皇太姥）的道場，素以“山海大观”著称。它北望雁荡山，西眺武夷山，三者成鼎足之势。

## 太姥娘娘

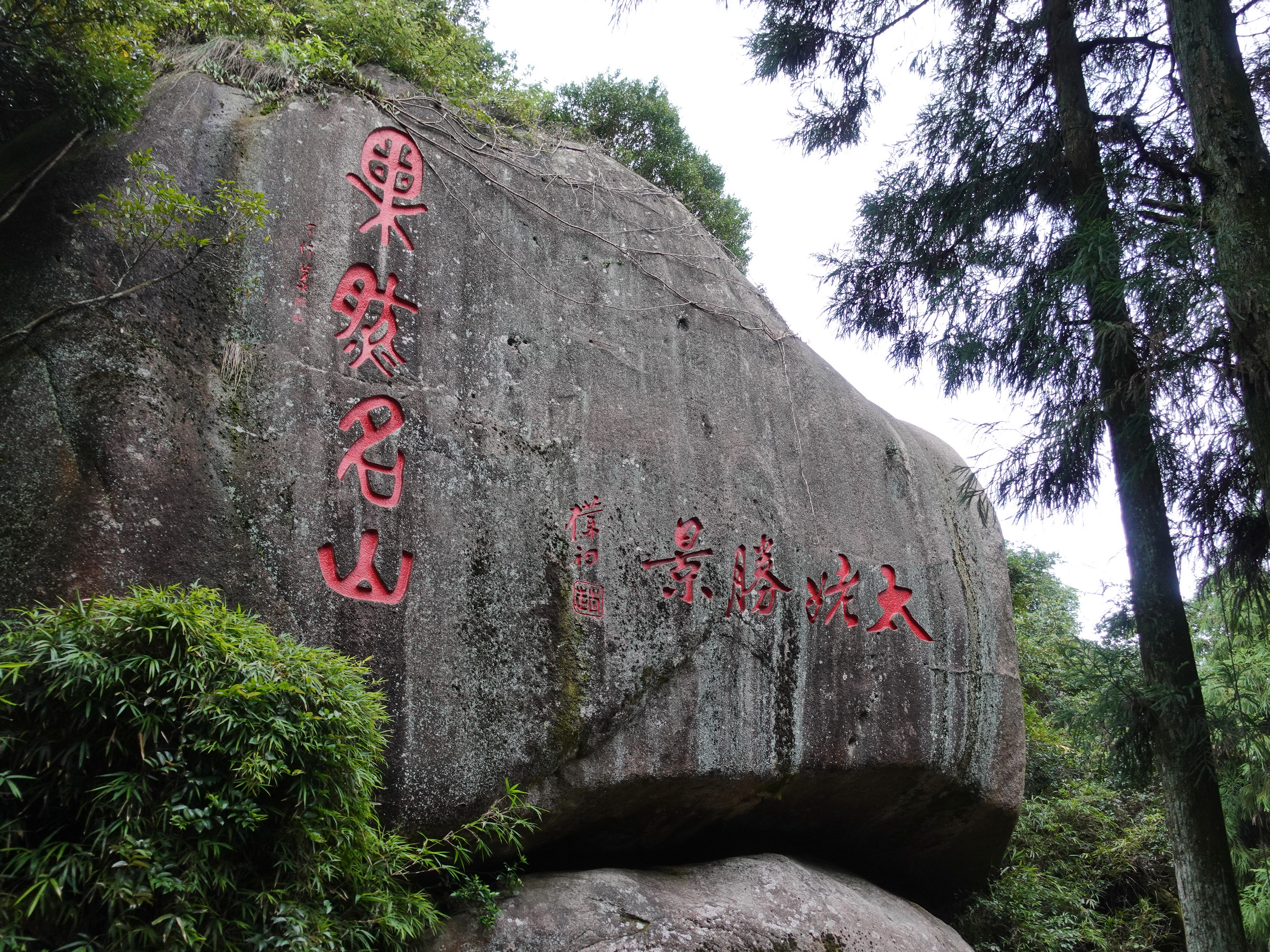
太姥山

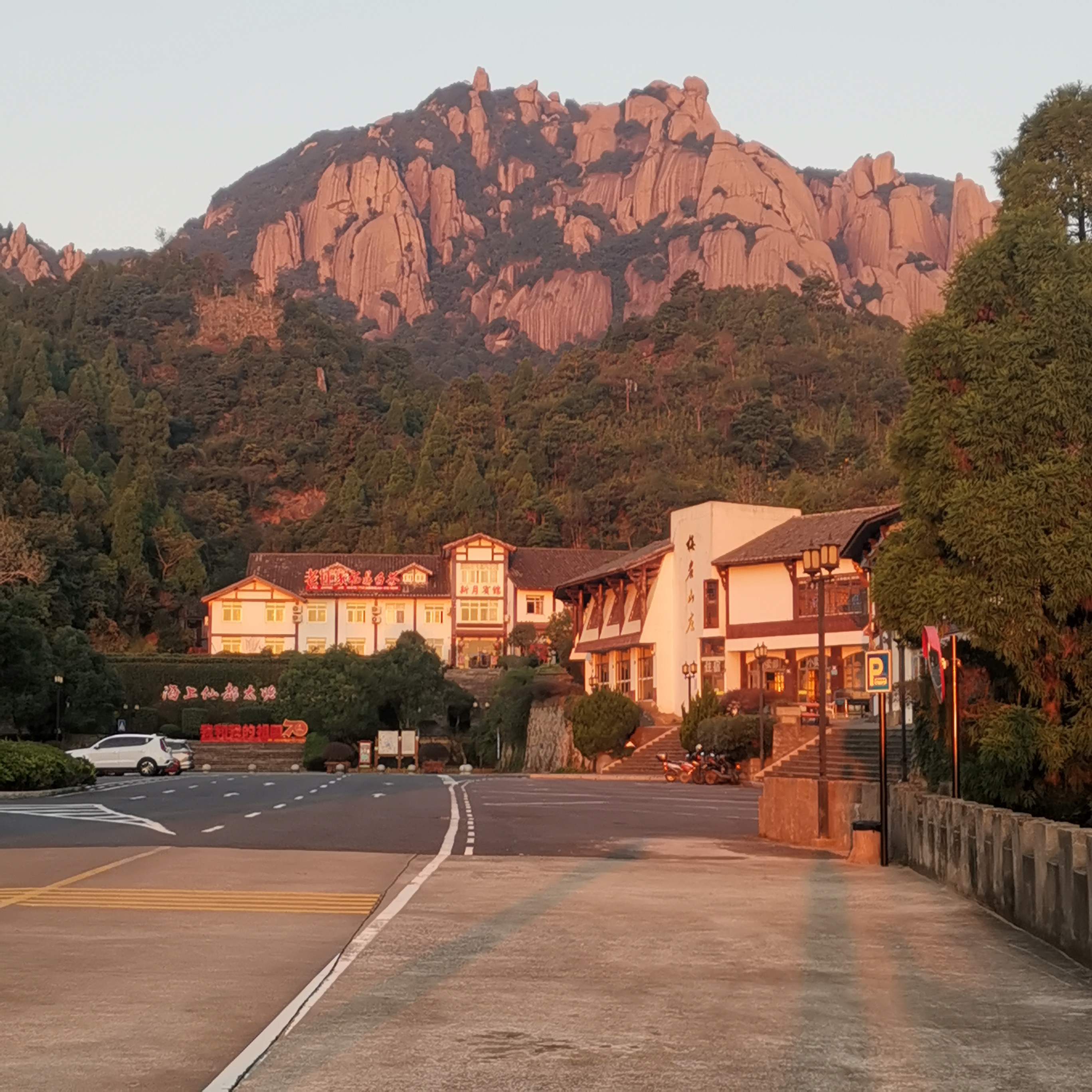
太姥山

闾山派祈禳科仪文献中記載，闽西等地有所谓“王姥教”（閭山派分支），“王姥”指的是道坛中的最高女神，陈靖姑的师傅。而王姥又称“太姥”。《王姥行罡》云：“龙王借问何家女，我是三宫太姥娘。”——由此可見，王姥是隱藏於閭山派陈靖姑信仰中的早期主神，而閭山派又源於閩越原始宗教，可見王姥信仰由來已久。
《歷世真仙體道通鑒》：混沌初開，有神曰聖姥，母子三人占此山，秦時人號為聖姥，眾立為太姥聖母，今人祝廟呼太元夫人是也。
明《歷代神仙通鑑》：王母第三女太武夫人青蚔至閩中拓土以居。
《道藏·仙真衍派》：王母的第三女太姥夫人青蚔，至閩中托土以居，得受九轉丹砂，煉而服之，重歸天界。
宋淳熙《三山志》引東漢末年王烈《蟠桃記》：堯時有老母，以練藍為業，家於路旁，往來者不吝給之。有道士嘗就求漿，母飲以醪。道士奇之，乃授以九轉丹砂之法。服之，七月七日乘九色龍而仙，因相傳呼為太母。山下有龍墩，今烏桕葉落溪中，色皆秀碧。俗云：仙母歸即取水以染其色。漢武帝命東方朔授天下名山文，乃改母為姥。
民間傳說一：太姥本是堯帝之母，泛舟海上，偶遇太姥山，上山遊覽，留戀風景，樂不思歸，棲居半雲洞中，閉關修持，飛升得道。
民間神話二：堯帝登太姥山時，見一老婦酷似其母，便封她為太母，後改母為姥，稱太姥娘娘。
民國福州學者、藏書家郭白陽先生《竹間續話》：太武山，在海澄鎮海衛山，上有太武夫人壇。《圖經》謂閩中未有生人時，夫人拓土以居，稱為八閩人祖。
歷史學家、福建省文史館原館長盧美松先生在《太姥考略》一文中認為：以上傳說若捨去道家神道說教的成分，可以從中透露出其人其事的歷史影子：太姥是先秦乃至帝堯時代被尊為始祖母的女性，她和她的子孫們是開發福建及其毗鄰地區的拓荒者。太姥夫人的傳說，反映遠古時代在福建及其周圍分佈著眾多的原始氏族和部落，他們就是閩族的先民。這是由女性酋長領導的氏族社會，而他們的始祖母被後世尊稱為太姥或太母。
綜上所述，太姥山乃閩越、乃至東南百越地區最古老的女神太姥娘娘（又稱皇太姥）之道场。传说東海诸仙每年到此聚会一次，故又有“海上仙都” 之美名。汉王烈《蟠桃记》云，尧时，太姥种蓝於山中，遇仙人指点，于农历七月七日乘九色龙马升天。《力牧录》载，黄帝的老师容成子修练于太姥山，后移往崆峒。汉武帝命大臣东方朔册封天下名山時，太姥山列为三十六名山之首，閩王封西嶽，與武夷山並稱閩山二絕。

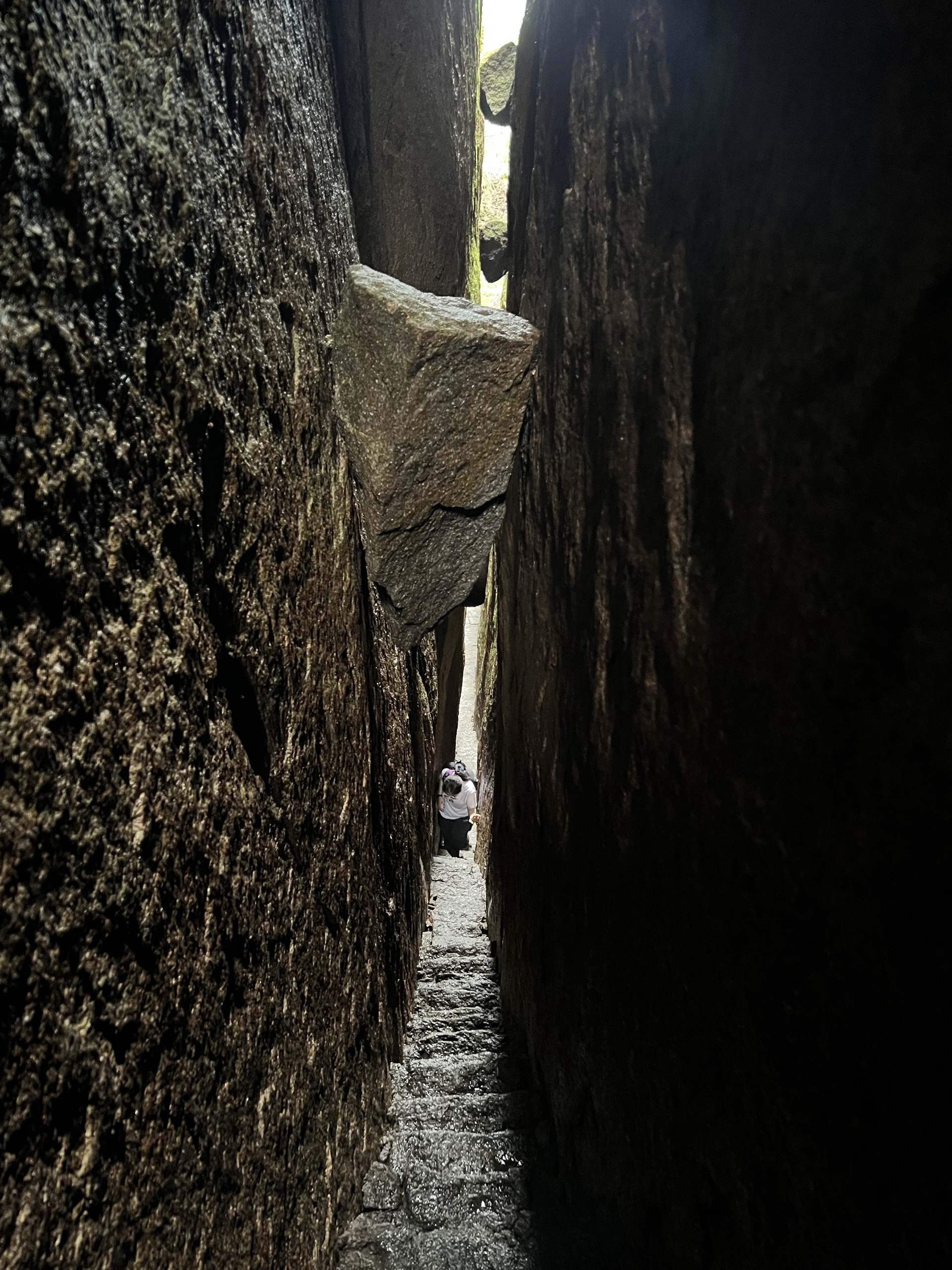
七星洞，石壁镶嵌崩塌坠石，如星缀天空。

## 特色
太姥山以花岗岩峰林洞群为主要特色，融山、海、川和人文景观为一体，包容了山岳峰崖、溪潭瀑布，山顶泉湖、海洋列岛、海滨沙滩、畲寨风情、古寺城堡等风景资源。其中山岳景区是主体，以峰险、石怪、洞奇、云雾多四绝，为世人所称道。它气候温和，无酷暑亦无严寒，四季皆宜游览。

## 历史
太姥山盛于唐。唐玄宗敕建国兴寺后，山周先后建了三十六座寺院，使太姥山由道教圣地转为佛教活动中心。同时，西方明教传入，于摩霄峰上建造摩尼宫。宋代，名人雅士聚集，授学传知于太姥。朱熹避难山下，讲理学，注《中庸》。唐宋以来，文人墨客留下大量文学作品，已出版太姥山诗文集计二十多万字。